# Бедфорд, Барбара

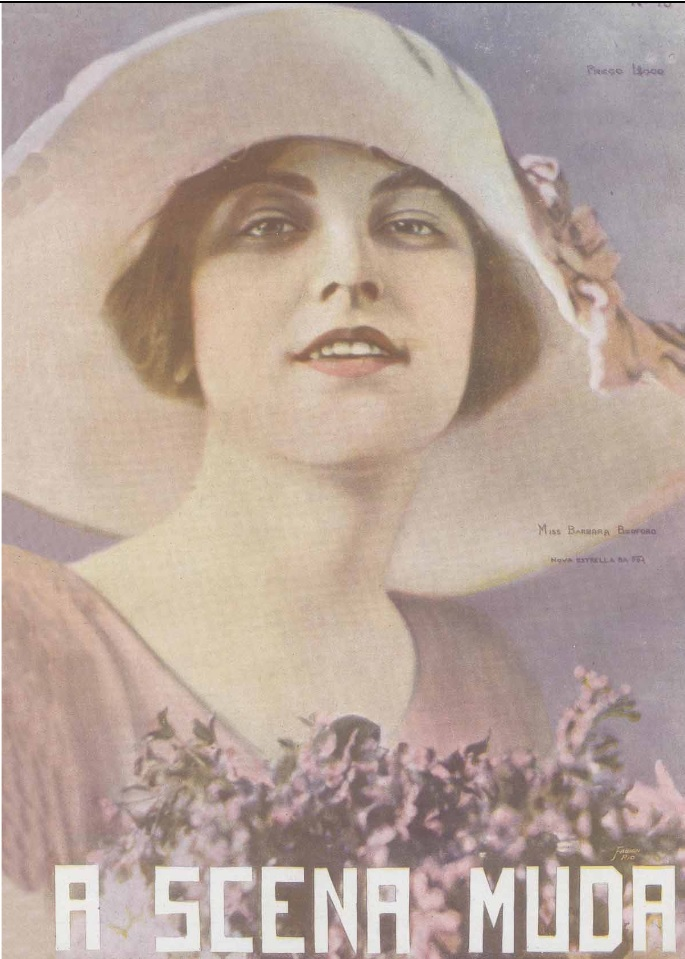
Актриса на обложке бразильского журнала A Scena Muda

Барбара Бедфорд (англ. Barbara Bedford, урождённая Violet May Rose; 1903 — 1981) — американская актриса немого кино. Снялась в десятках немых фильмов; после появления в кинематографе звука, продолжала сниматься в небольших ролях до 1945 года.

## Биография
Родилась 19 июля 1903 года в городке Eastman округа Крофорд, штат Висконсин (по другим данным в местечке Prairie du Chien этого же округа).
Училась в Чикаго, где окончила школу Lake View High School. После школы она отправилась на поиски счастья в Голливуд. Написала много писем актёру Уильяму Харту, который помог ей получить небольшую роль в фильме «Колыбель мужества» (англ. The Cradle of Courage) в 1920 году. Во время работы в фильме The White Circle, её заметил другой актёр — Джон Гилберт и рекомендовал молодую девушку режиссёру и сценаристу Морису Турнёру. Турнёр предложил ей роль в фильме «Последний из могикан», где она играла с Аланом Роско, с которым впоследствии дважды была замужем.
В 1925 году она появилась вместе с Уильямом Хартом в последнем их совместном фильме Tumbleweeds. В 1926 году снялась в двух фильмах Old Loves and New и Mockery вместе с Лоном Чейни.
Карьера актрисы начала угасать с появлением в кино звука, но она подписала в 1936 году контракт с MGM и снималась по 1945 год, когда сыграла в двух заключительных своих фильмах — Girls of the Big House и The Clock.
Умерла 25 октября 1981 года в городе Джэксонвил, штат Флорида.
Барбара Бедфорд была трижды замужем:
- Ирвин Уиллат (англ. Irvin Willat, женились в 1921 году, развелись в 1922);
- Алан Роско (англ. Alan Roscoe[2], разводились (1922—1928) и снова женились (1930—1933, до его смерти), у них родилась дочь);
- Терри Спенсер (англ. Terry Spencer, 1940—1954, до смерти мужа).

## Избранная фильмография
- 1920 — «Последний из могикан» : Кора Мунро
- 1921 — «Золушка холмов» : Норрис Гредли
- 1922 — «Арабская любовь» : Надин Фортье
- 1922 — «Сила любви» : Мария Алмеда
- 1923 — «Души на продажу» :  в роли самой себя
- 1935 — Приговорённый к жизни / Condemned to Live — Марта Кристен